# Якубов, Александр Рустамович
Алекса́ндр Руста́мович Яку́бов (род. 19 декабря 1960, Ташкент) — экономист, член Совета Федерации Федерального Собрания Российской Федерации (2001—2005).

## Биография
Родился 19 декабря 1960 г. в г. Ташкенте Узбекской ССР.
В 1987 году окончил Московский институт радиотехники и электроники, в 1995 году — Высшую академию информатизации.
В 1979—1981 годах служил в армии.
Место работы: с 1987 г. Якубов Александр Рустамович работал инженером в Научно-исследовательском институте «Пульсар» в Москве, с 1989 по 2001 год — заместитель генерального директора ООО Торговый дом «Транснефть»; одновременно в 2001 г. — советник руководителя Администрации Президента Республики Башкортостан.
В 2001—2004 годах — Представитель в Совете Федерации Федерального Собрания РФ от Кабинета Министров Республики Башкортостан, в 2004—2005 годах — Член Совета Федерации Федерального Собрания Российской Федерации от Брянской области.
В Совете Федерации поочередно был членом Комитета СФ по конституционному законодательству, членом Комитета СФ по делам Содружества Независимых Государств, заместителем председателя Комиссии СФ по естественным монополиям, членом Комитета СФ по конституционному законодательству, членом Комитета СФ по социальной политике.
Семья: женат, имеет сына и дочь.